# Istočna Bjelorusija
Istočna Bjelorusija je naziv koji se obično odnosi na dio Bjelorusije koji je bio pod sovjetskom okupacijom između 1919. i 1939., za razliku od Zapadne Bjelorusije koja je bila dio Druge Poljske Republike u to vrijeme.
Godine 1939. Zapadna Bjelorusija je pripojena SSSR-u nakon sovjetske invazije na Poljsku i postala dio Bjeloruske SSR.